# Haro-blok

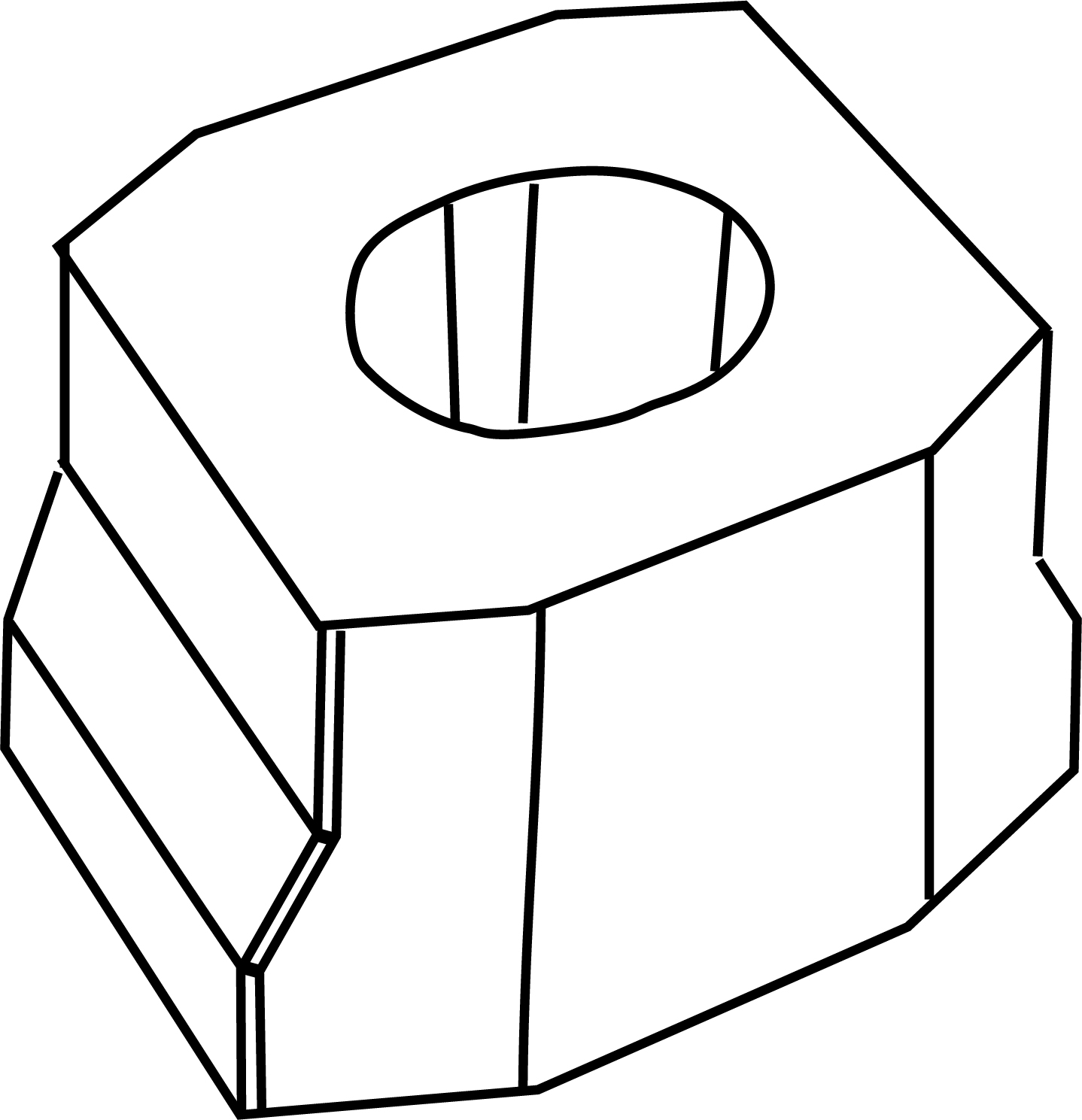
Haro-golfbrekerelement

Een Haro-blok is een betonnen golfbrekerelement in de vorm van een soort kubus met een gat erin, bedoeld om golfbrekers en oevers te beschermen tegen de effecten van zeer zware golfslag.
Het Haro-blok werd rond 1985 ontwikkeld in België door ir. Julien de Rouck van het ingenieursbureau Haecon.
De stabiliteit van het blok in golfslag wordt berekend met een Hudson-formule met een KD van meer dan 16 voor niet-brekende golven en een KD van 14 voor brekende golven bij een dubbele laag en 8 bij een enkele laag. Het Haro-blok wordt (min of meer) regelmatig geplaatst. Uitgebreide valtesten en belastingtesten lieten zien dat er weinig kans is op mechanische schade. Het Haro-blok reflecteert golven heel slecht, en is daarom uitermate geschikt op plaatsen waar golfreflectie een probleem is.
Het Haro-blok is toegepast bij in Zeebrugge op een van de binnengolfbrekers (met name om reflectie van scheepsgolven tegen te gaan) en bij de golfbreker van Oostende.